# Rotbach-Niederung
Koordinaten: 50° 42′ 3″ N, 6° 42′ 57″ O
Das Naturschutzgebiet Rotbach-Niederung liegt auf dem Gebiet der Stadt Zülpich im Kreis Euskirchen in Nordrhein-Westfalen.
Das aus zwei Teilflächen bestehende Gebiet erstreckt sich östlich der Kernstadt Zülpich und südlich und südwestlich des Zülpicher Stadtteils Niederelvenich zu beiden Seiten der Landesstraße L 264. Nördlich des Gebietes verläuft die L 162 und westlich die B 56n. Südwestlich erstreckt sich das etwa 11,6 ha große Naturschutzgebiet Feuchtgehölze, Mager- und Obstwiesen östlich Nemmenich.

## Bedeutung
Das etwa 41,1 ha große Gebiet wurde im Jahr 1988 unter der Schlüsselnummer EU-035 unter Naturschutz gestellt. Schutzziele sind
- der Schutz und Erhalt eines strukturreichen Biotopkomplexes in der Rotbachaue mit Feuchtgrünland, Kleingewässern, Gehölzbeständen, Park- und Gartenanlagen als naturnaher Bereiche,
- der Erhalt eines Feuchtbiotop-Komplexes aus Quellflur, Silberweidenwäldchen, Kleingewässer, Röhrichtbeständen und Hochstaudenflur und
- der Schutz und Erhalt eines Erlen-Eschenauenwaldes.[2]